# 野上町 (大分県)
野上町（のがみまち）は、大分県玖珠郡にあった町。現在の九重町の一部にあたる。

## 地理
玖珠川支流・野上川の流域、九州山地分水嶺の西斜面の山岳地帯に位置していた。

## 歴史
- 1889年（明治22年）4月1日 - 町村制の施行により、玖珠郡飯田村、東飯田村が発足[3]。
- 1896年（明治29年）10月1日 - 飯田村大字野上・後野上と東飯田村大字右田の大部分が分立して村制施行し野上村（のがみむら）が発足[4][1][2]。旧大字名を継承した野上、後野上、右田の3大字を編成[2]。
- 1948年（昭和23年）大分県椎茸協同組合玖珠支店開設される[2]。
- 1951年（昭和26年）1月1日 - 町制施行し野上町となる[1][2]。
- 1955年（昭和30年）2月1日 - 玖珠郡飯田村、東飯田村、南山田村と合併し、九重町を新設して廃止された[1][2]。

### 地名の由来
原野が大半を占めることによるものか。

## 産業
- 農業、養蚕、椎茸、畜産、商業、珪藻土[2]

## 交通

### 鉄道
- 1928年（昭和3年）国有鉄道久大線（現久大本線）野矢～恵良間が開通し、豊後中村駅（大字右田）開設[2]。